# Чжу цюе
Чжу цюе (南方朱雀, Nán Fāng Zhū Què; кіноварний птах півдня) — один з чотирьох образів у китайських сузір'ях. Згідно У-сін, даосистській системі п'яти елементів, він представляє вогонь, південь і літо. 
Відомий як Zhu Que в Китаї, Suzaku в Японії, Jujak в Кореї та Chu Tước у В'єтнамі. Описується як червоний птах, що схожий на фазана з п'ятикольоровим оперенням і постійно вкритий язиками полум'я.
Птаха Півдня часто плутають з китайським феніксом (фенхуан), через схожість у зовнішньому вигляді, проте це дві різні істоти. Китайський фенікс — легендарний король птахів, що асоціюється з Імператоркою Китаю, так само як дракон асоціюється з імператором, в той час, як кіноварний птах — міфічний дух, що уособлює одне з сузір'їв.

## Сім домів кіноварного птаха
Як і в інших трьох Образів, у кіноварного птаха є сім «домів», або позицій, що місяць може займати у ньому:
| Номер дому | Назва (Піньїнь) | Переклад | Головна зірка |
| ---------- | --------------- | -------- | ------------- |
| 22         | 井 (Jǐng)       | Колодязь | μ Gem         |
| 23         | 鬼 (Guǐ)        | Привид   | θ Cnc         |
| 24         | 柳 (Liǔ)        | Верба    | δ Hya         |
| 25         | 星 (Xīng)       | Зірка    | α Hya         |
| 26         | 張 (Zhāng)      | Сітка    | υ¹ Hya        |
| 27         | 翼 (Yì)         | Крила    | α Crt         |
| 28         | 軫 (Zhěn)       | Віз      | γ Crv         |